# Tierra de Alba (Salamanca)
|  | Per a altres significats, vegeu «Tierra de Alba». |

La Tierra de Alba, també coneguda com a Campo de Alba, és una comarca de la província de Salamanca (Castella i Lleó). Els seus límits no es corresponen amb una divisió administrativa, sinó amb una denominació històric-tradicional i geogràfica. Ocupa una superfície de 730,97 km².
Comprèn 28 municipis: Alba de Tormes, Aldeaseca de Alba, Anaya de Alba, Armenteros, Beleña, Buenavista, Chagarcía Medianero, Coca de Alba, Ejeme, Encinas de Arriba, Fresno Alhándiga, Gajates, Galinduste, Galisancho, Garcihernández, Horcajo Medianero, Larrodrigo, La Maya, Martinamor, Navales, Pedraza de Alba, Pedrosillo de Alba, Pelayos, Peñarandilla, Sieteiglesias de Tormes, Terradillos, Valdecarros i Valdemierque.